# Championnats du monde de cross-country 2010
Navigation
Édition précédente Édition suivante

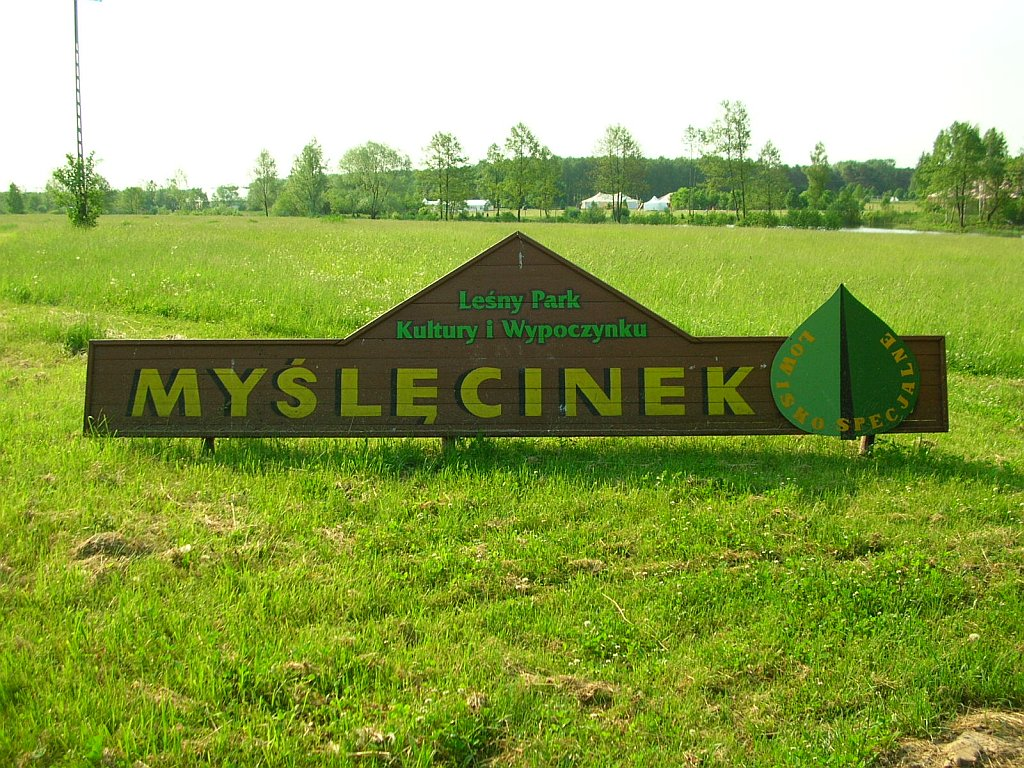
Panneau à l'entrée du lieu de la compétition– Myślęcinek Park

Les 38e Championnats du monde de cross-country IAAF se sont déroulés le 28 mars 2010 à Bydgoszcz en Pologne.

## Résultats

### Seniors

#### Hommes
| Place | Athlète               | Pays     | Temps       |
| ----- | --------------------- | -------- | ----------- |
|       | Joseph Ebuya          | Kenya    | 33 min 00 s |
|       | Teklemariam Medhin    | Érythrée | 33 min 06 s |
|       | Moses Kipsiro         | Ouganda  | 33 min 10 s |
| 4     | Leonard Komon         | Kenya    | 33 min 10 s |
| 5     | Samuel Tsegay         | Érythrée | 33 min 27 s |
| 6     | Hasan Mahboob         | Bahreïn  | 33 min 28 s |
| 7     | Richard Mateelong     | Kenya    | 33 min 29 s |
| 8     | Paul Tanui            | Kenya    | 33 min 30 s |
| 9     | Hosea Macharinyang    | Kenya    | 33 min 31 s |
| 10    | Gebre Gebremariam     | Éthiopie | 33 min 35 s |
| 11    | Ahmad Hassan Abdullah | Qatar    | 33 min 36 s |
| 12    | Chakir Boujattaoui    | Maroc    | 33 min 42 s |

| Place | Équipes                                                              | Points |
| ----- | -------------------------------------------------------------------- | ------ |
|       | Kenya Joseph Ebuya Leonard Komon Richard Mateelong Paul Tanui        | 20     |
|       | Érythrée Teklemariam Medhin Samuel Tsegay Kidane Tadasse Kiflom Sium | 46     |
|       | Éthiopie Gebre Gebremariam Abera Kuma Hunegnaw Mesfin Azmeraw Bekele | 69     |
| 4     | Maroc                                                                | 89     |
| 5     | Ouganda                                                              | 90     |
| 6     | Espagne                                                              | 154    |
| 7     | Tanzanie                                                             | 163    |
| 8     | Bahreïn                                                              | 172    |

#### Femmes
| Place | Athlète          | Pays       | Temps       |
| ----- | ---------------- | ---------- | ----------- |
|       | Emily Chebet     | Kenya      | 24 min 14 s |
|       | Linet Masai      | Kenya      | 24 min 20 s |
|       | Meselech Melkamu | Éthiopie   | 24 min 26 s |
| 4     | Tirunesh Dibaba  | Kenya      | 24 min 38 s |
| 5     | Lineth Chepkurui | Kenya      | 24 min 40 s |
| 6     | Margaret Muriuki | Kenya      | 24 min 42 s |
| 7     | Feyse Tadese     | Éthiopie   | 25 min 03 s |
| 8     | Mamitu Daska     | Éthiopie   | 25 min 03 s |
| 9     | Werknesh Kidane  | Éthiopie   | 25 min 07 s |
| 10    | Hilda Kibet      | Pays-Bas   | 25 min 17 s |
| 11    | Shitaye Eshete   | Bahreïn    | 25 min 20 s |
| 12    | Shalane Flanagan | États-Unis | 25 min 20 s |

| Place | Équipes                                                                     | Points |
| ----- | --------------------------------------------------------------------------- | ------ |
|       | Kenya Emily Chebet Linet Masai Lineth Chepkurui Margaret Muriuki            | 14     |
|       | Éthiopie Meselech Melkamu Tirunesh Dibaba Feyse Tadese Mamitu Daska         | 22     |
|       | États-Unis Shalane Flanagan Molly Huddle Magdalena Lewy-Boulet Amy Hastings | 76     |
| 4     | Maroc                                                                       | 127    |
| 5     | Portugal                                                                    | 127    |
| 6     | Royaume-Uni                                                                 | 140    |
| 7     | Japon                                                                       | 150    |
| 8     | Australie                                                                   | 155    |

### Juniors

#### Hommes
| Place | Athlète                  | Pays     | Temps (m:s) |
| ----- | ------------------------ | -------- | ----------- |
|       | Caleb Mwangangi Ndiku    | Kenya    | 22 min 02 s |
|       | Clement Kiprono Langat   | Kenya    | 22 min 09 s |
|       | Japhet Kipyegon Korir    | Kenya    | 22 min 12 s |
| 4     | Isiah Kiplangat Koech    | Kenya    | 22 min 24 s |
| 5     | Moses Kibet              | Ouganda  | 22 min 27 s |
| 6     | Debebe Woldsenbet        | Éthiopie | 22 min 28 s |
| 7     | Gashaw Biftu             | Éthiopie | 22 min 31 s |
| 8     | Gideon Kipkemoi Kipketer | Kenya    | 22 min 33 s |
| 9     | Gebretsadik Abraha       | Éthiopie | 22 min 37 s |
| 10    | Belete Assefa            | Éthiopie | 22 min 41 s |
| 11    | Charles Kibet Chepkurui  | Kenya    | 22 min 44 s |
| 12    | Nassir Dawud             | Érythrée | 22 min 48 s |

| Place | Équipes                                                                                         | Points |
| ----- | ----------------------------------------------------------------------------------------------- | ------ |
|       | Kenya Caleb Mwangangi Ndiku Clement Kiprono Langat Japheth Kipyegon Korir Isiah Kiplangat Koech | 10     |
|       | Éthiopie Debebe Woldsenbet Gashaw Biftu Gebretsadik Abraha Belete Assefa                        | 32     |
|       | Ouganda Moses Kibet Timothy Toroitich Thomas Ayeko Alex Cherop                                  | 56     |
| 4     | Érythrée                                                                                        | 66     |
| 5     | Maroc                                                                                           | 121    |
| 6     | Japon                                                                                           | 133    |
| 7     | Afrique du Sud                                                                                  | 157    |
| 8     | États-Unis                                                                                      | 169    |

#### Femmes
| Place | Athlète                    | Pays     | Temps (m:s) |
| ----- | -------------------------- | -------- | ----------- |
|       | Mercy Cherono              | Kenya    | 18 min 47 s |
|       | Purity Cherotich Rionoripo | Érythrée | 18 min 54 s |
|       | Esther Chemtai             | Kenya    | 18 min 55 s |
| 4     | Faith Chepngetich Kipyegon | Kenya    | 19 min 02 s |
| 5     | Genet Yalew                | Éthiopie | 19 min 03 s |
| 6     | Emebet Anteneh             | Éthiopie | 19 min 06 s |
| 7     | Nelly Chebet Ngeiywo       | Kenya    | 19 min 06 s |
| 8     | Afera Godfay               | Éthiopie | 19 min 07 s |
| 9     | Alice Aprot Nawowuna       | Kenya    | 19 min 14 s |
| 10    | Tejitu Daba                | Bahreïn  | 19 min 14 s |
| 11    | Genzebe Dibaba             | Éthiopie | 19 min 21 s |
| 12    | Merima Mohammed            | Éthiopie | 19 min 26 s |

| Place | Équipes                                                                                  | Points |
| ----- | ---------------------------------------------------------------------------------------- | ------ |
|       | Kenya Mercy Cherono Purity Cherotich Rionoripo Esther Chemtai Faith Chepngetich Kipyegon | 10     |
|       | Éthiopie Genet Yalew Emebet Anteneh Afera Godfay Genzebe Dibaba                          | 30     |
|       | Ouganda Annet Negesa Rebecca Cheptegei Viola Chemos Linet Chebet                         | 81     |
| 4     | Japon                                                                                    | 98     |
| 5     | Royaume-Uni                                                                              | 105    |
| 6     | États-Unis                                                                               | 123    |
| 7     | Algérie                                                                                  | 197    |
| 8     | Canada                                                                                   | 202    |

## Tableau des médailles
| Rang | Nation     | Or | Argent | Bronze | Total |
| ---- | ---------- | -- | ------ | ------ | ----- |
| 1.   | Kenya      | 8  | 3      | 2      | 13    |
| 2.   | Éthiopie   | 0  | 3      | 2      | 5     |
| 3.   | Érythrée   | 0  | 2      | 0      | 2     |
| 4.   | Ouganda    | 0  | 0      | 3      | 3     |
| 5.   | États-Unis | 0  | 0      | 1      | 1     |